# 에르사츠
에르사츠(영어: Ersatz)는 제1차 세계 대전 당시 독일 제국에서 주로 사용되었던 대용 식품을 말한다. 전쟁이 계속되면서 에르사츠 음식과 음료수를 알리는 전시회가 독일 제국 내에서 많이 열리기도 했다.

## 주요 에르사츠 음식
- 버터: 우유, 설탕, 황색 색소 등을 이용해 만들었다.
- 달걀: 옥수수와 감자를 이용해 만들었다.
- 빵: 콩가루와 완두콩 가루로 만들었다.

## 같이 보기
- 긴축
- 기펜재